# Raymond Duchamp-Villon

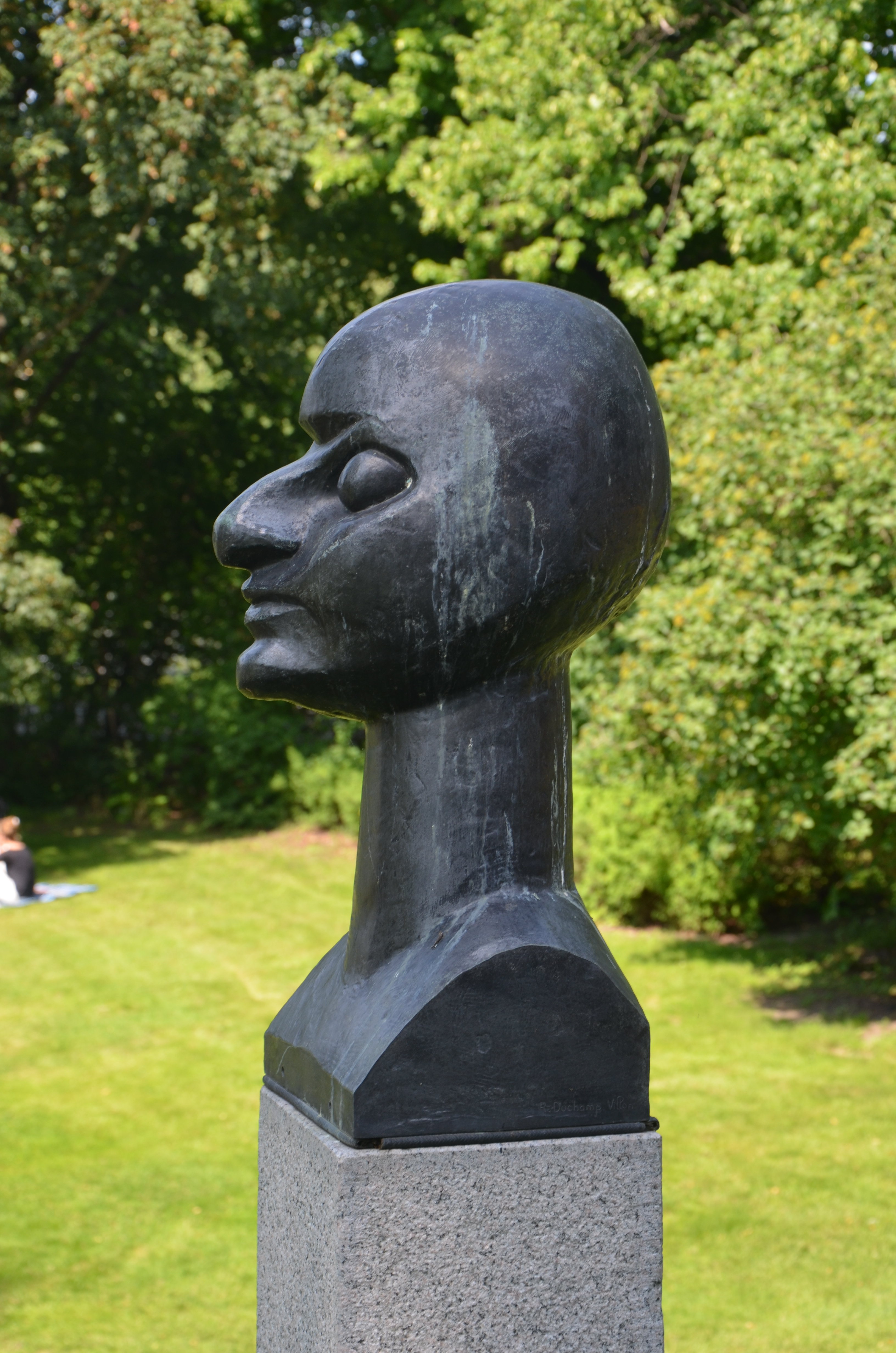
Maaggy i Marabouparken, Sundbyberg

Pierre Maurice Raymond Duchamp-Villon, född 5 november 1876, död 9 oktober 1918 i Cannes, var en fransk skulptör.
Raymond Duchamp-Villon var bror till Jacques Villon, Marcel Duchamp och Suzanne Duchamp. Han började skulptera 1898 efter att ha studerat medicin och var först påverkad av Rodin. År 1910 slog han sig samman med kubisterna. Den kubistiska skulpturen nådde sin höjdpunkt med hans Häst (1914), en syntes av organiska och mekaniska beståndsdelar.

## Fotogalleri

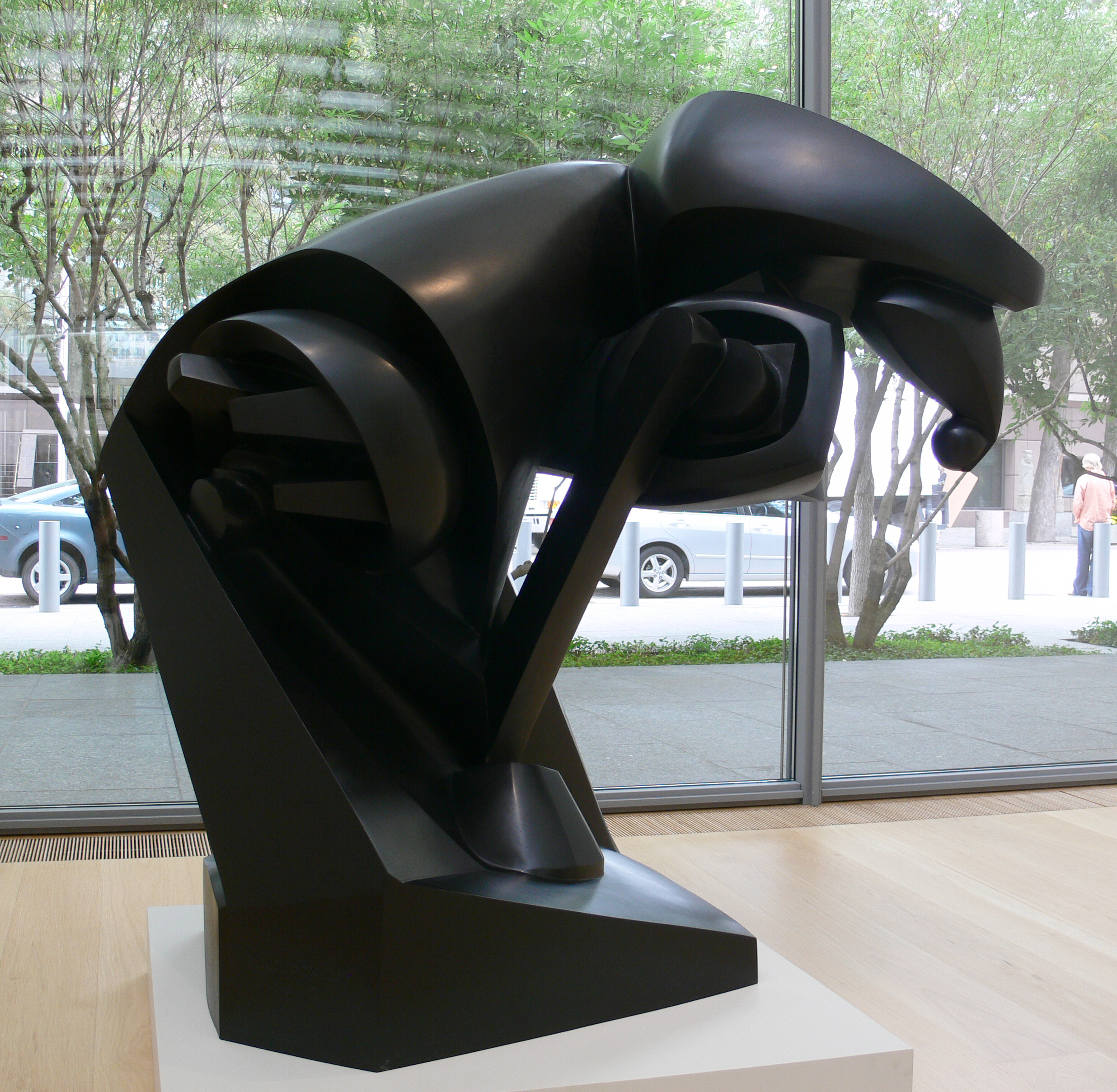
Hästen i Nasher Sculpture Center, Dallas
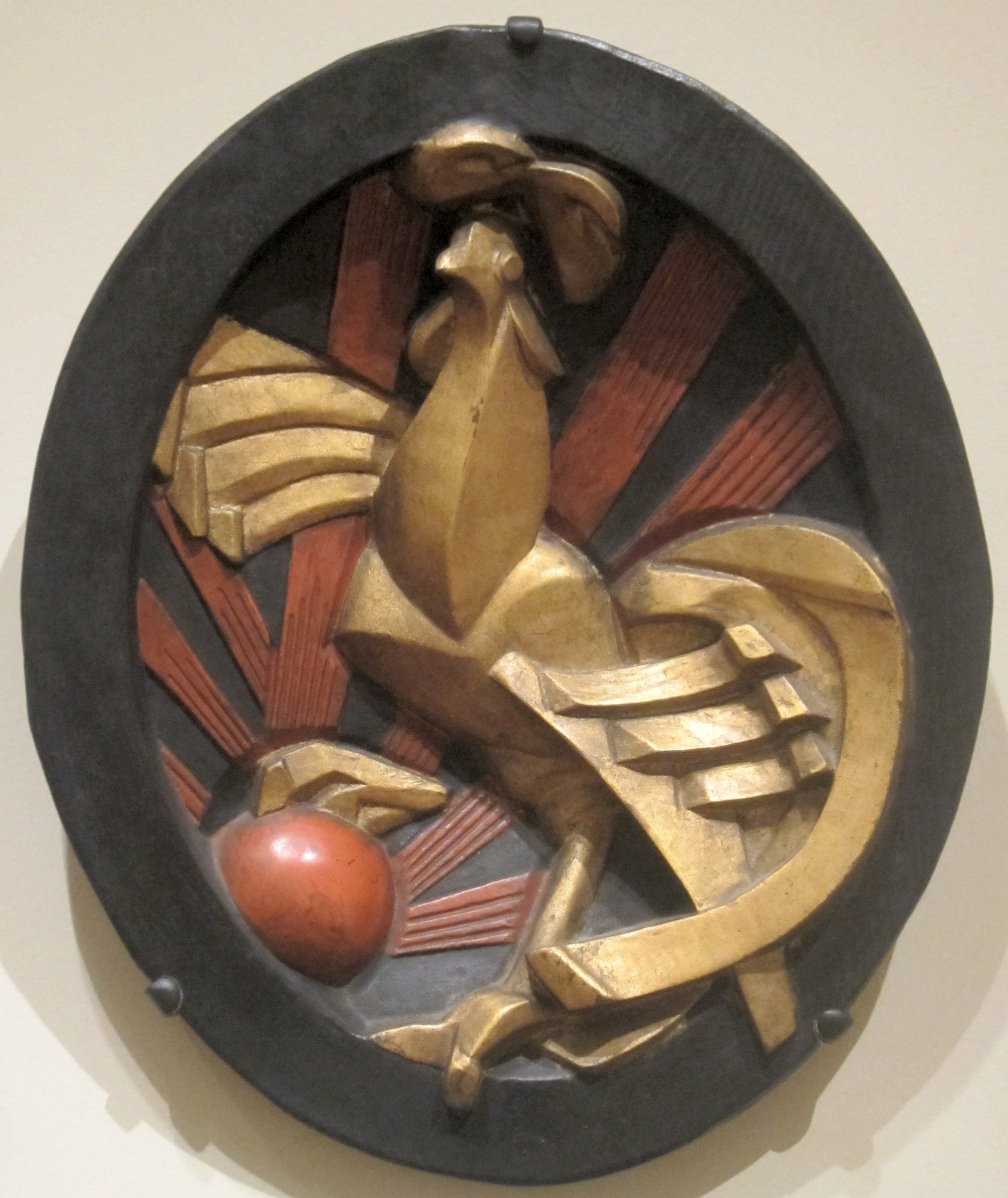
Fransk tupp i Cleveland Museum of Art, Cleveland
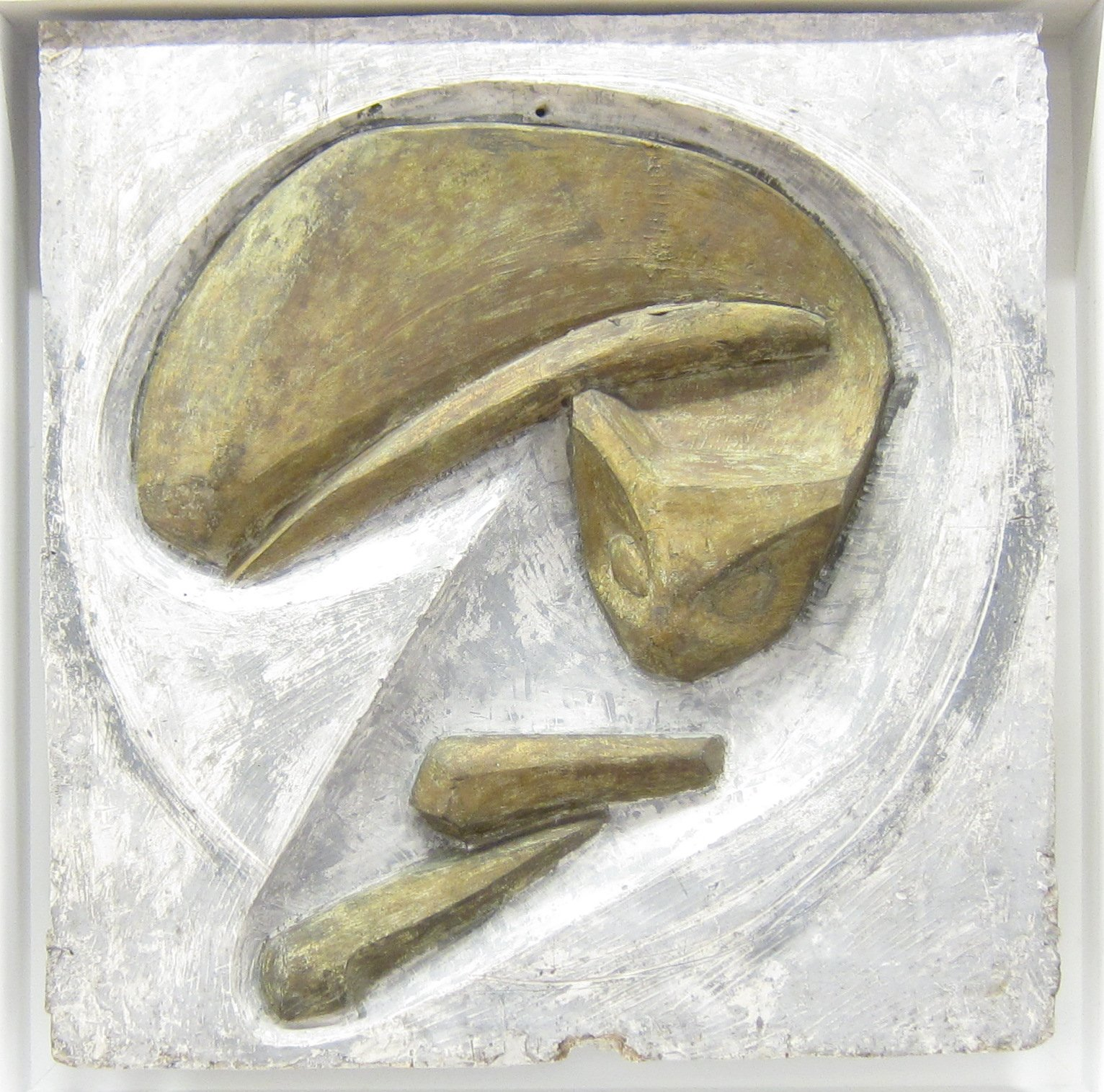
Katten, Musée national d'art moderne i Paris
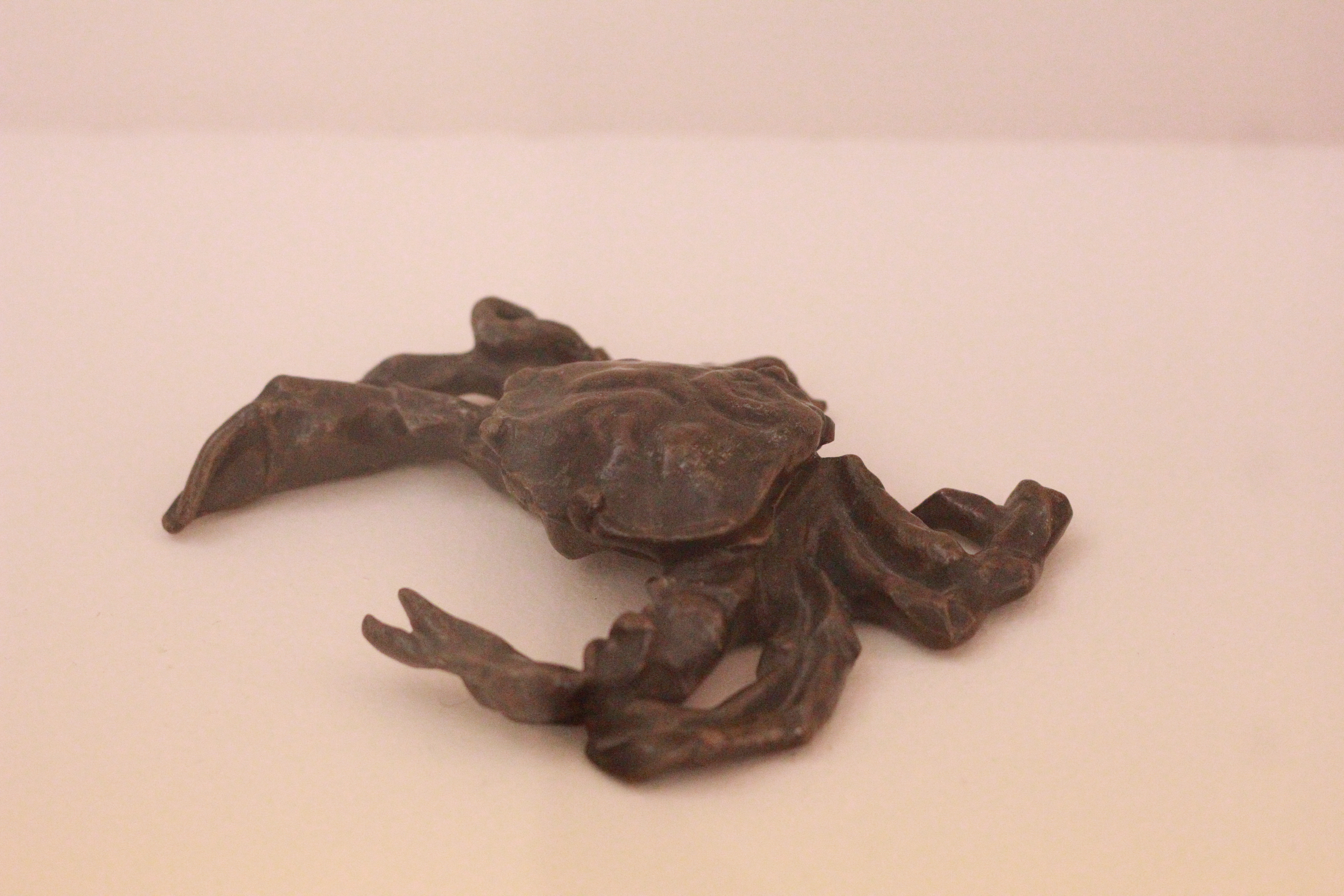
Krabban, Musée des Beaux-Arts de Rouen